# Sculpture (Philolaos)
Pour les articles homonymes, voir Sculpture (homonymie).
Sculpture parfois surnommée Les Cinq Menhirs d’acier, est une sculpture en acier de Philolaos composée de cinq éléments semblables à des menhirs. Elle est installée depuis 1968 dans le jardin de l'immeuble Les Érables à la Duchère, côté boulevard de La Duchère (osm).

## Description
Cette création nommée Sculpture est composée de cinq menhirs métalliques dont le plus haut mesure 5,4 m et le plus petit 99 cm.

## Genèse
Elle a été sélectionnée et installée à la suite d'un concours organisé par le promoteur de l'immeuble Les Érables, la Cofimeg. Le concours consistait en une exposition de 35 projets (dont celui de Philolaos) qui s'est déroulée dans le hall de l'immeuble Les Érables en 1967. L'exposition fut alors visitée par 10 000 personnes. Le projet de Philolaos fut sélectionné par un jury spécialisé dont faisait partie Jean Dubuisson.
En octobre 2013, la maquette préparatoire du projet (qui était présentée lors de l'exposition des 35 projets), réalisée par Philolaos, est mise aux enchères à Fontainebleau.